# بكر السباتين
بكر محمود السباتين (21 يناير 1963 -) هو كاتب ومهندس معماري وباحث وروائي وفنان تشكيلي أردني، ولد في مخيم محمد أمين للاجئين الفلسطينيين في جبل النظيف في عمان، وهو عضو رابطة الكتاب الأردنيين، واتحاد الكتاب والأدباء العرب، والمنظمة العربية لحقوق الإنسان، عمل مهندسًا معماريًا ومستشارًا في اللوازم والمستودعات، وعمل في شركة البوتاس العربية، كما عمل صحفيًا في عدة صحف ومواقع إلكترونية محلية وعربية أهمها "صوت العروبة"، ومجلة «مبادرة التجديد العربية»، له حضور في المشهد الثقافي الأردني والعربي من خلال المشاركة في الندوات وإقامة الأمسيات القصصية والإشراف على المهرجانات الثقافية. صدر له عدة مؤلفات في المسرح والقصة والشعر والرواية والنقد والبرمجة.

## مؤلفات
صدرت له عدة كتب سياسية وعلمية وأدبية وله تجارب في كتابة السيناريو، ومن أهم مؤلفاته:
النتاج الروائي:
- «ثلوج منتصف الليل (من قتل خليل الجيباوي)»، وزارة الثقافة، 2009.[4]
- «واختفت مهيرة – الرحيل إلى الذاكرة الأخرى»، 2012، دار يافا بدعم من وزارة الثقافة، تدور حول الأزمات المتفاقمة التي تعصف في الوطن العربي وبالذات ما يتعلق بالقضية الفلسطينية.[5]
- «صخرة نيرموندا»، دار الآن ناشرون وموزعون – الأردن، 2016.
- «صمت من زجاج: من قتل خليل الجابي؟»، دار الينابيع للنشر والتوزيع، الأردن، 1998.[6]

أخرى:
- «جمجمة المحارب القديم» (ملحمة شعرية نثرية تتجاوز الألف بيت من الشعر المنثور).
- «وشم في ذاكرة طيفية» (مجموعة كبيرة من رسومات بكر السباتين التعبيرية).
- «علم المخازن/ دورة المستندات في الشركات الكبرى بين الشراء والتخزين/ دراسة تطبيقية وميدانية»، دار المناهج للنشر والتوزيع، 2003.[7][8]
- «الطريق إلى أين بورصة الأنساب» ملف حقيقي يتصدى لظاهرة تزوير النسب الشريف للتكسب والتحايل على المجتمع .
- «الفلسطينيون وتجربة النماء عبر العالم»، يتحدث الكتاب عن النجاحات التنموية المتميزة للفلسطينيين في أنحاء العالم .
- «الفنان عبد الحي زرارة (رائد الفطرية والترقين)».
- «تعدد المفاهيم في عقل الإنسان: البرمجة العصبية واللغوية»، 2017.[9]